# Orthetrum stemmale
Orthetrum stemmale es una especie de libélula de la familia Libellulidae.
Puede ser encontrada en los siguientes países: Angola, Benín, Botsuana, Camerún, República Centroafricana, República del Congo, República Democrática del Congo, Costa de Marfil, Guinea Ecuatorial, Gambia, Gana, Guinea, Liberia, Malaui, Mali, Mozambique, Namibia, Nigeria, Kenia, Santo Tomé y Príncipe, Sierra Leona, Sudán, Tanzania, Togo, Uganda, Zambia, Zimbabue y posiblemente en Burundi.
Sus hábitats naturales son: bosques subtropicales o tropicales húmedos de baja altitud, matorral árido tropical o subtropical, matorral húmedo tropical o subtropical, ríos intermitentes, áreas húmedas dominadas por vegetación arbustiva, pantanos, lagos de agua dulce intermitentes, marismas de agua dulce y marismas intermitentes de agua dulce.